# Верхний Згид
Ве́рхний Зги́д (осет. Уæллаг Зджыд) — посёлок (с 1950 по 2005 г. — рабочий посёлок) в Алагирском районе Республики Северная Осетия-Алания. Входит в состав Мизурского сельского поселения.

## География

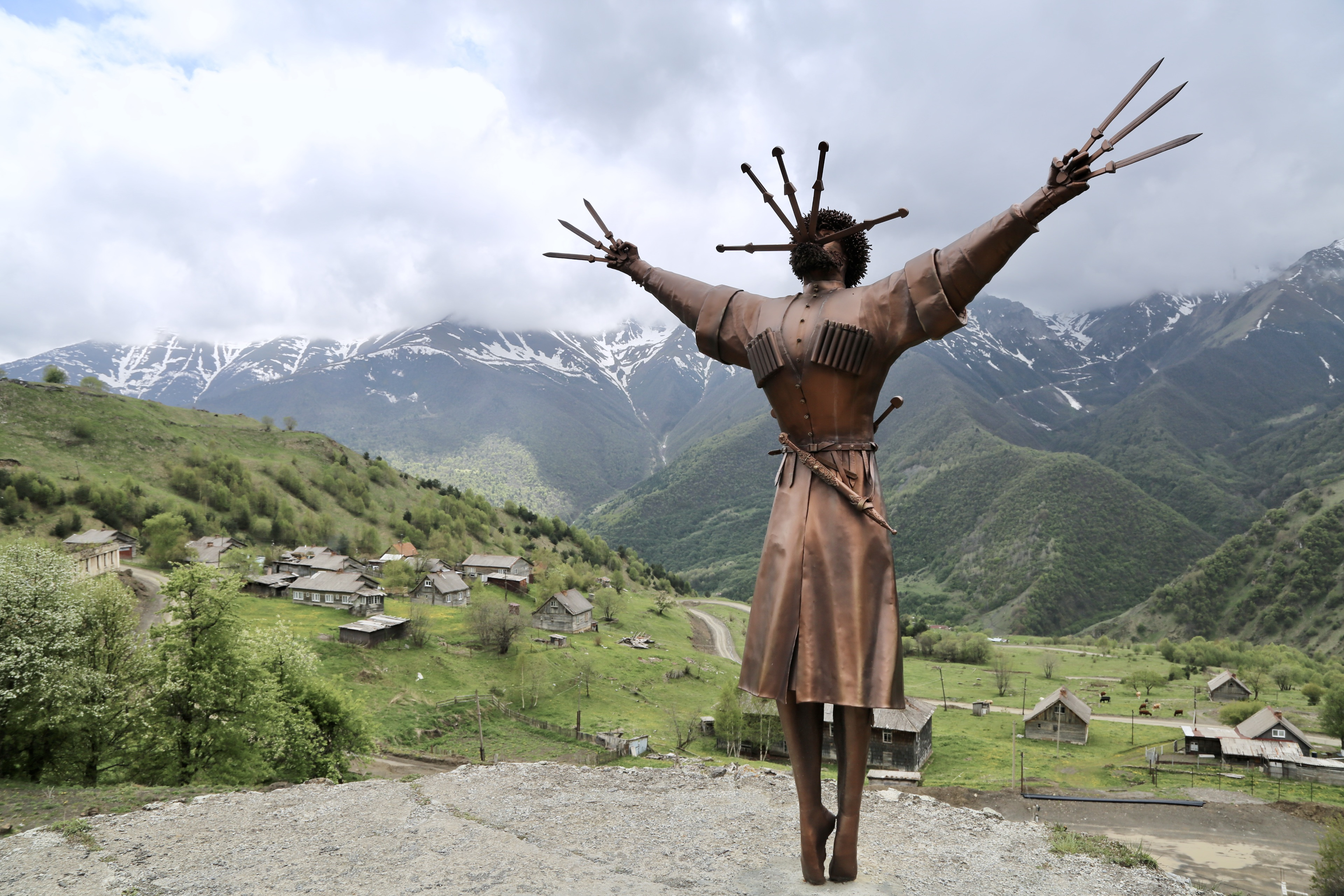
Арт-объект «Танец с кинжалами» творческой группы «Мах Конд» с видом на село Верхний Згид

Село расположено в юго-западной части Алагирского района, на левом берегу реки Скатты, выше его слияние с рекой Садон. Находится в 15 км к западу от центра сельского поселения Мизур, в 45 км к юго-западу от районного центра Алагир и в 80 км к юго-западу от Владикавказа.

## История
Верхний Згид ранее был шахтёрским посёлком. С прекращением добычи свинцово-цинковой руды и оттоком населения, перешел из разряда посёлка городского типа в посёлок сельского типа. В 60-е годы численность населения достигала 10 тыс. человек, в 2024 году — около 30 жителей.
В 2013 году Згидское сельское поселение было упразднено и включено в Мизурское сельское поселение вместе с Садонским сельским поселением.

## Население
| 1959 | 1970  | 1979 | 1989 | 2002 | 2010 | 2021 |
| ---- | ----- | ---- | ---- | ---- | ---- | ---- |
| 3078 | ↘1885 | ↘916 | ↘682 | ↘204 | ↘76  | ↗90  |

## Инфраструктура
В селении функционируют средняя школа и ФАП.
Для привлечение туристов в селении появились этно-квартиры, построен небольшой глэмпинг, открыто этно-кафе, на возвышении установлен арт-объект «Танец с кинжалами» творческой студии Mah Kond, 

## Экономика
В селении добывают свинцово-цинковые руды.

## Известные уроженцы
- Дзугутов Владимир Майрамович (1962–2011) — советский борец вольного стиля, обладатель Кубка мира по вольной борьбе. Мастер спорта международного класса по вольной борьбе.
- Левитский, Владимир Юриевич (1959) — генерал-майор ФСБ.
- Макаров Владимир Владимирович (1955) — советский, российский учёный в области геомеханики и строительной геотехнологии.
- Цагараев Михаил Гацирович (1926–1998) ― советский хозяйственный, государственный и политический деятель.

## Топографические карты
- Лист карты K-38-40 Верх. Згид. Масштаб: 1 : 100 000. Состояние местности на 1984 год. Издание 1988 г.